# 余汝弼 (永樂舉人)
余汝弼（14世紀—15世紀），字廷輔，湖廣荊州府宜都縣人，明朝政治人物。

## 生平
余汝弼勤學而孝友，是永樂九年（1411年）辛卯科湖廣鄉試舉人，授工部營繕司主事，陞屯田司郎中，儉約不改，歸鄉後遇上瘟疫，與兄長煮湯粥救濟貧民，全活甚眾，去世時家無餘資，大學士楊溥稱他「靜澹知義」。

## 引用
1. 1 2  同治《宜都縣志·卷四上·人物列傳第一》：余汝弼，字廷輔，永樂辛卯舉人，官工部郎中，儉約不改布衣風，歸里值大疫，偕諸兄煮粥食之，全活頗多，汝弼卒家無餘貲，楊文定溥以「靜澹知義」稱之。
2. ↑  《大明一統志·卷六十二·荊州府》：余汝弼 宜都人，勤學好問，居家孝友，能傾己濟人，里嘗大疫，率諸兄煮湯粥往飲食之，人德其惠；登永樂辛卯鄉薦，擢營繕主事，陞屯田郎中，居官儉約不改布衣，蓋棺之日家靡餘蓄，學士楊溥嘗稱其「靜澹知義」，人以為名言。